# کریم مجتهدی
کریم مجتهدی (۱۰ شهریور ۱۳۰۹ – ۲۵ دی ۱۴۰۲) فیلسوف ایرانی و استاد تمام بازنشستهٔ گروه فلسفهٔ دانشگاه تهران بود. او سهم به‌سزایی در رشد پژوهش‌های فلسفی در ایران داشته است. وی علاوه بر دانشگاه تهران، عضو هیئت علمی پژوهشگاه علوم انسانی و مطالعات فرهنگی و همچنین عضو همکار مؤسسه پژوهشی حکمت و فلسفه ایران بود. او در همایش چهره‌های ماندگار ایران به عنوان چهرهٔ ماندگار فلسفه شناخته شد و در سال ۱۴۰۰ به عنوان دانشمند برتر، برنده جایزه البرز شد.

## تحصیلات
کریم مجتهدی دوره‌های کارشناسی، کارشناسی ارشد و دکتری خود را در دانشگاه سوربن فرانسه گذرانده است. وی پایان‌نامه کارشناسی ارشد خود را زیر نظر یکی از بزرگ‌ترین فلاسفه قرن بیستم، ژان وال با عنوان «بررسی تحلیل استعلایی کانت» و رسالهٔ دکترای خود را با مشاورهٔ هانری کربن نگاشته است.

## آثار
- فلسفه نقادی کانت، انتشارات هما - چاپ اول ۱۳۶۳
- فلسفه در قرون وسطی، انتشارات امیرکبیر
- فلسفه تاریخ، انتشارات سروش
- دکارت و فلسفه او، انتشارات امیرکبیر - چاپ اول ۱۳۸۲
- پدیدارشناسی روح بر حسب نظر هگل، انتشارات علمی و فرهنگی
- دونس اسکوتوس و کانت به روایت هیدگر، انتشارات سروش
- سیدجمال‌الدین اسدآبادی و تفکر جدید، انتشارات تاریخ ایران
- فلسفه و تجدد، انتشارات امیرکبیر
- نگاهی به فلسفه‌های جدید و معاصر در جهان غرب (مجموعه مقالات)، انتشارات امیرکبیر
- دربارهٔ هگل و فلسفه او (مجموعه مقالات)، انتشارات امیرکبیر
- فلسفه و فرهنگ، انتشارات کویر
- داستایفسکی: آثار و افکار، انتشارات هرمس
- افکار کانت، پژوهشگاه علوم انسانی و مطالعات فرهنگی
- آشنایی ایرانیان با فلسفه‌های جدید غرب، مؤسسه مطالعات تاریخ معاصر ایران
- «مقدمه بر المشاعر صدرالمتألهین شیرازی، ملاصدرا» (ترجمه)، هانری کربن و امامقلی بن محمدعلی عمادالدوله
- فلسفه و غرب (مجموعه مقالات)، انتشارات امیرکبیر
- فلسفه در آلمان
- چند بحث کوتاه فلسفی
- مدارس و دانشگاه‌های اسلامی و غربی در قرون وسطی
- افکار هگل، [پژوهشگاه علوم انسانی و مطالعات فرهنگی]
- لایب‌نیتس و مفسران فلسفه او، [پژوهشگاه علوم انسانی و مطالعات فرهنگی]
- فلسفه در دوره تجدید حیات فرهنگی غرب، [پژوهشگاه علوم انسانی و مطالعات فرهنگی]
- سهروردی و افکار او (تأملی در منابع فلسفه اشراق)، [پژوهشگاه علوم انسانی و مطالعات فرهنگی]
- افلاطونیان متأخر (از ادریوس تا ویکتور کوزن)، [پژوهشگاه علوم انسانی و مطالعات فرهنگی]
- منطق از نظرگاه هگل، [پژوهشگاه علوم انسانی و مطالعات فرهنگی]
- فیلسوف دانشجو است [نشر کرگدن]
- مغولان و سرنوشت فرهنگی ایران

## آثار دربارهٔ کریم مجتهدی
- «چهره‌های ماندگار، دکتر کریم مجتهدی»، انتشارات روزگار
- «درد فلسفه، درس فلسفه: جشن‌نامه استاد کریم مجتهدی»، محمدمنصور هاشمی، محمد رئیس‌زاده، بابک عباسی، انتشارات کویر

## درگذشت
کریم مجتهدی ۲۵ دی ۱۴۰۲ در سن ۹۳ سالگی پس از یک دوره بیماری درگذشت.